# Dmitrij Jekimow
Dmitrij Jekimow (ur. 5 lutego 1971 w Moskwie) – białoruski piłkarz grający na pozycji bramkarza.

## Kariera
Swoją karierę zaczynał w klubie Dynama Mińsk. Na początku 2000 roku trafił do Tomu Tomsk, w którym rozegrał 30 meczów. W latach 2001–2004 występował w Sojuz-Gazprom Iżewsku, gdzie rozegrał 108 meczów. W 2008 roku trafił do Podlasia Biała Podlaska.